# 2014年の音楽
2014年の音楽（2014ねんのおんがく）では、2014年の音楽分野に関する動向をまとめる。
2013年の音楽-2014年の音楽-2015年の音楽

## 世界で最も売れたアーティスト
IFPI Global Recording Artist of the Year
1. テイラー・スウィフト
2. ワン・ダイレクション
3. エド・シーラン
4. コールドプレイ
5. AC/DC
6. マイケル・ジャクソン
7. ピンク・フロイド
8. サム・スミス
9. ケイティ・ペリー
10. ビヨンセ

## 動向

### 1月
- 26日 -  アメリカ合衆国の権威ある音楽賞「第56回グラミー賞」の授賞式がこの日、ロサンゼルスのステイプルズ・センターで行われる。

### 2月
- 5日 - 作曲家の佐村河内守が、交響曲「HIROSHIMA」などの楽曲の作曲を特定の他者に依頼してきたことを公表した[2]。さらに同日、桐朋学園大学非常勤講師の新垣隆が、報道各社に送った書面で自らがゴーストライターを18年間務めていたことを発表したことを受け、当初予定されていた全国ツアーが中止となり、インタビュー記事を掲載した月刊誌「家庭画報」最新号の新規出荷停止[3]、レコード会社の日本コロムビアがCDの出荷やインターネット配信を停止した[4]。
- 24日 - 『AKB48グループ大組閣祭り』において、乃木坂46の生駒里奈がAKB48チームBを兼任、およびSKE48チームEの松井玲奈が乃木坂46を兼任することを発表[5]。
- 25日 - ウルフルズが活動再開を発表。
- 28日 - 元KAT-TUNの赤西仁がジャニーズ事務所を退社。

### 3月
- 3日 - 浜崎あゆみがロサンゼルス在住の男性と再婚。代理人として本人の母親が都内の区役所に婚姻届と米国の結婚証明書を提出。
- 15日・16日 - ももいろクローバーZが『ももクロ春の一大事2014 国立競技場大会 〜NEVER ENDING ADVENTURE 夢の向こうへ〜』を開催。女性グループ初となる国立競技場でのコンサートとなり、両日合わせて11万人の観客を動員した。
- 25日 - [Champagne]がバンド名を改名することを発表。理由は[Champagne]という単語がフランス・シャンパーニュ地方の原産地名称として保護されていることと、シャンパーニュ地方ワイン生産同業委員会（C.I.V.C.）日本支局からの要請を受けてによる。なお新バンド名である[Alexandros]は28日の日本武道館公演で発表された[6]。

### 5月
- 10日 - 欧州放送連合主催の音楽祭、ユーロビジョン・ソング・コンテスト2014のグランドファイナルがこの日、コペンハーゲンで開催された。
- 17日 - CHAGE and ASKAのASKAが覚せい剤を所持して覚せい剤取締法違反の疑いで逮捕された。これを受けて、CHAGE and ASKAの関連CD、関連DVDは5月20日付けで出荷停止する事となった。
- 25日 - AKB48の川栄李奈、入山杏奈が岩手県滝沢市の岩手産業文化センター（アピオ）で開催していた握手会のイベントで襲撃される事件が起きる。

### 6月
- 7日・8日 - AKB48の大島優子が味の素スタジアムでの公演を以って卒業した。
- 27日 - ASKAが前述の逮捕の影響で、所属事務所のロックダムアーティスツから解雇される。同時にCHAGE and ASKAのファンクラブ「TUG OF C&A」も8月末を以って休止することが発表される。これによりCHAGE and ASKAは事実上の解散状態となる。

### 7月
- 2日 - 長渕剛がデビュー37年目にして、キャリア初のオール・タイムベスト・アルバムTsuyoshi Nagabuchi All Time Best 2014 傷つき打ちのめされても、長渕剛。をリリース。
- 4日 - ジャニーズ事務所を退社していた元KAT-TUNの赤西仁が公式サイトを開設し活動を再開。
- 9日 - スピッツが結成27年目にして初の日本武道館単独公演を開催。（7月9日・10日・31日・8月1日の4days開催）[7]。
- 13日 - 氷室京介がライブ活動を卒業することを発表。のちの19日にライブ活動の卒業理由は自身の耳の不調だと明かす。当初は翌2015年のファイナルコンサートがラストライブとされていたが、翌2015年3月2日に翌々2016年春の横浜スタジアムでのリベンジライブがラストライブであることが一旦決定（しかしその後の翌2015年12月18日にラストライブは翌々2016年春の4大ドームツアー（京セラドーム大阪、ナゴヤドーム、福岡ヤフオクドーム、東京ドーム）に変更となる）。

### 8月
- 2日 - 野外ロックフェス「ROCK IN JAPAN FESTIVAL」が15回目の開催を記念して8月2日・3日・9日・10日の2週末4日間にわたって開催。この年以降は2週連続4日間の開催が定着した[8]。
- 4日 - plentyに新ドラマーとして中村一太が加入[9]
- 10日 - indigo la Endのサポートメンバーを務めていた後鳥亮介がこの日開催された「ROCK IN JAPAN FESTIVAL」のステージ上でバンドに正式加入することが決定[10]。

### 10月
- 1日 - 元KAT-TUNの田中聖が新たにロックバンド・INKTを結成。

### 11月
- 26日 - モーニング娘。の道重さゆみが横浜アリーナでの公演を以って卒業、その後無期限の活動休止に入った。
- 30日 - AKB48の派生ユニット・DiVAが幕張メッセでのプレミアムラストライブおよび個別握手会を以って解散。

### 12月
- 8日 - AKB48の高橋みなみがAKB48劇場9周年特別記念公演においてグループを卒業することを発表。2016年3月28日のAKB48劇場での卒業公演を、卒業日とすることが一旦決定（しかしその後、卒業公演は翌々2016年4月8日の高橋自身の誕生日に変更となった）。
- 10日 - X JAPANのhideの新曲子ギャルが、彼の生誕50年に間に合う形でリリースされる。
- 31日 - サザンオールスターズの9年ぶりの年越しライブ『ひつじだよ!全員集合!』が開催される。このライブでは紫綬褒章に関連したライブ演出上のトラブルを起こし、翌2015年 1月に桑田佳祐がこのことについて謝罪。

## 洋楽シングル
Billboard 年間TOP10 
※Billboard 集計期間: 2013年12月7日 - 2014年11月29日

- 1位 ファレル・ウィリアムス：「ハッピー」
- 2位 ケイティ・ペリー featuring ジューシー・J：「Dark Horse」
- 3位 ジョン・レジェンド：「All of Me」
- 4位 イギー・アゼリア featuring チャーリー・エックス・シー・エックス：「Fancy」
- 5位 ワンリパブリック：「Counting Stars」
- 6位 ジェイソン・デルーロ featuring 2チェインズ：「Talk Dirty」
- 7位 Magic!：「Rude」
- 8位 メーガン・トレイナー：「オール・アバウト・ザット・ベース」
- 9位 アリアナ・グランデ featuring イギー・アゼリア：「プロブレム」
- 10位 サム・スミス：「ステイ・ウィズ・ミー」

## 洋楽アルバム
- マルーン5 - 『V』
- アニー・レノックス - 『ノスタルジア』
- ブルース・スプリングスティーン – 『ハイ・ホープス』

## ジャズ
- ポール・ブレイ – Play Blue
- Jose James – While You Were Sleeping

## クラシック
- クレイグ・オグデン – Summer Guitar
- Pierre-Laurent Aimard – Bach: The Well-Tempered Clavier
- Nicola Benedetti – Homecoming
- Ludovico Einaudi – Islands
- Benjamin Grosvenor – Dances
- Emmanuel Pahud, Christian Rivet – Around the World

## 邦楽シングル
- AKB48が、1位から5位まで全てミリオンセラーを達成し、年間TOP5を独占した。
- アイドル、LDH、K-POP以外で年間TOP50にチャートインしたアーティストは、ゴールデンボンバー、Mr.Children、SEKAI NO OWARI、キング・クリームソーダのみとなっている。
- iTunes Best of 2014のトップ10には、アニメ映画「アナと雪の女王」関連楽曲が3曲ランクインした。

### 年間TOP50
※提供：オリコン（2013年12月9日 - 2014年12月7日集計）
- 1位 AKB48 - 「ラブラドール・レトリーバー」
- 2位 AKB48 - 「希望的リフレイン」
- 3位 AKB48 - 「前しか向かねえ」
- 4位 AKB48 - 「鈴懸の木の道で「君の微笑みを夢に見る」と言ってしまったら僕たちの関係はどう変わってしまうのか、僕なりに何日か考えた上でのやや気恥ずかしい結論のようなもの」
- 5位 AKB48 - 「心のプラカード」
- 6位 嵐 - 「GUTS!」
- 7位 嵐 - 「Bittersweet」
- 8位 乃木坂46 - 「何度目の青空か?」
- 9位 EXILE TRIBE - 「THE REVOLUTION」
- 10位 乃木坂46 - 「気づいたら片想い」
- 11位 乃木坂46 - 「夏のFree&Easy」
- 12位 嵐 - 「誰も知らない」
- 13位 SKE48 - 「未来とは?」
- 14位 SKE48 - 「不器用太陽」
- 15位 NMB48 - 「高嶺の林檎」
- 16位 NMB48 - 「らしくない」
- 17位 関ジャニ∞ - 「キング オブ 男!」
- 18位 Sexy Zone - 「君にHITOMEBORE」
- 19位 HKT48 - 「桜、みんなで食べた」
- 20位 関ジャニ∞ - 「言ったじゃないか/CloveR」
- 21位 HKT48 -「 控えめI love you !」
- 22位 ジャニーズWEST - 「ええじゃないか」
- 23位 Kis-My-Ft2 - 「Another Future」
- 24位 関ジャニ∞ - 「ひびき」
- 25位 SMAP - 「シャレオツ/ハロー」
- 26位 Kis-My-Ft2 - 「光のシグナル」
- 27位 エイトレンジャー - 「ER2」
- 28位 Hey! Say! JUMP - 「AinoArika/愛すればもっとハッピーライフ」
- 29位 Hey! Say! JUMP - 「ウィークエンダー/明日へのYELL」
- 30位 三代目 J Soul Brothers from EXILE TRIBE - 「R.Y.U.S.E.I.」
- 31位 関ジャニ∞ - 「オモイダマ」
- 32位 舞祭組 - 「棚からぼたもち」
- 33位 関ジャニ∞ - 「がむしゃら行進曲」
- 34位 NEWS - 「ONE -for the win-」
- 35位 Hey! Say! JUMP - 「Ride With Me」
- 36位 ゴールデンボンバー - 「101回目の呪い」
- 37位 EXILE - 「NEW HORIZON 」
- 38位 Sexy Zone - 「King & Queen & Joker」
- 39位 SMAP - 「Yes we are/ココカラ」
- 40位 KinKi Kids - 「鍵のない箱」
- 41位 SMAP - 「Top Of The World/Amazing Discovery」
- 42位 モーニング娘。 - 「笑顔の君は太陽さ/君の代わりは居やしない/What is LOVE?」
- 43位 KAT-TUN - 「In Fact」
- 44位 Mr.Children - 「足音 〜Be Strong」
- 45位 三代目 J Soul Brothers from EXILE TRIBE - 「C.O.S.M.O.S. 〜秋桜〜」
- 46位 Sexy Zone - 「男 never give up」
- 47位 モーニング娘。 - 「TIKI BUN/シャバダバ ドゥ〜/見返り美人」
- 48位 東方神起 - 「Sweat / Answer」
- 49位 SEKAI NO OWARI - 「スノーマジックファンタジー」
- 50位 キング・クリームソーダ - 「ゲラゲラポーのうた」

### インディーズシングル年間10
- 1位 ゴールデンボンバー「101回目の呪い」
- 2位 ゴールデンボンバー「ローラの傷だらけ」
- 3位 赤西仁「Good Time」
- 4位 超特急「Star Gear/EBiDAY EBiNAI/Burn!」
- 5位 アリス十番×スチームガールズ@仮面女子「妄想日記」
- 6位 超特急「Believe×Believe」
- 7位 超特急「ikki!!!!!i!!」
- 8位 3B junior「七色のスターダスト」
- 9位 己龍「天照」
- 10位 Negicco「光のシュプール」

### 演歌・歌謡年間10
- 1位 福田こうへい「南部蝉しぐれ」
- 2位 福田こうへい「峠越え」
- 3位 氷川きよし「大利根ながれ月」
- 4位 氷川きよし「ちょいときまぐれ渡り鳥」
- 5位 水森かおり「島根恋旅」
- 6位 島倉千代子「からたちの小径」
- 7位 三山ひろし「あやめ雨情」
- 8位 五木ひろし「桜貝」
- 9位 山内惠介「恋の手本」
- 10位 風男塾「BE HERO」

### ゴールドディスク認定
| 作品名                                                                | 認定       |
| ミリオン                                                              | ミリオン   |
| --------------------------------------------------------------------- | ---------- |
| AKB48「希望的リフレイン」                                             | 2014年11月 |
| トリプル・プラチナ                                                    |            |
| 乃木坂46「何度目の青空か?」                                           | 2017年3月  |
| ダブル・プラチナ                                                      |            |
| 乃木坂46「何度目の青空か?」                                           | 2014年10月 |
| NMB48「らしくない」                                                   | 2014年11月 |
| SKE48「12月のカンガルー」                                             | 2014年12月 |
| Kis-My-Ft2「Thank youじゃん!」                                        | 2014年12月 |
| プラチナ                                                              |            |
| 関ジャニ∞「言ったじゃないか/CloveR」                                  | 2014年10月 |
| キング・クリームソーダ「祭り囃子でゲラゲラポー/初恋峠でゲラゲラポー」 | 2014年10月 |
| 関ジャニ∞「がむしゃら行進曲」                                         | 2014年12月 |
| ゴールド                                                              |            |
| 三代目 J Soul Brothers from EXILE TRIBE「C.O.S.M.O.S. 〜秋桜〜」      | 2014年10月 |
| ジャニーズWEST「ジパング・おおきに大作戦/夢を抱きしめて」             | 2014年10月 |
| SEKAI NO OWARI「Dragon Night」                                        | 2014年10月 |
| [Sexy Zone「男 never give up」                                        | 2014年10月 |
| Dream5+ブリー隊長「ダン・ダン ドゥビ・ズバー!」                       | 2014年10月 |
| 氷川きよし「ちょいときまぐれ渡り鳥」                                  | 2014年10月 |
| モーニング娘。「TIKI BUN/シャバダバ ドゥ〜/見返り美人                 | 2014年10月 |
| KinKi Kids「鍵のない箱」                                              | 2014年11月 |
| 東方神起「Time Works Wonders」                                        | 2014年11月 |
| Mr.Children「足音 〜Be Strong」                                       | 2014年11月 |
| 水森かおり「島根恋旅」                                                | 2014年11月 |
| 三代目 J Soul Brothers from EXILE TRIBE「O.R.I.O.N.」                 | 2014年12月 |
| BiBi「冬がくれた予感」                                                | 2015年1月  |

## Billboard Japan 年間TOP10（邦楽・洋楽)
※Billboard JAPAN 集計期間: 2013年12月 - 2014年11月
- 1位 嵐 - 「GUTS!」
- 2位 AKB48 - 「心のプラカード」
- 3位 AKB48 - 「ラブラドール・レトリーバー」
- 4位 嵐 - 「誰も知らない」
- 5位 嵐 - 「Bittersweet」
- 6位 ファレル・ウィリアムス：「ハッピー」
- 7位 松たか子：「レット・イット・ゴー〜ありのままで」
- 8位 東方神起：「Time Works Wonders」
- 9位 秦基博：「ひまわりの約束」
- 10位 ワン・ダイレクション：「ストーリー・オブ・マイ・ライフ」

## iTunes Best of 2014 トップ・ソング（邦楽・洋楽)
出典:
- 1位 松たか子：「レット･イット･ゴー〜ありのままで〜」
- 2位 秦基博：「ひまわりの約束」
- 3位 ワン・ダイレクション：「ストーリー・オブ・マイ・ライフ」
- 4位 イディナ・メンゼル：「レット･イット･ゴー」
- 5位 ファレル・ウィリアムス：「ハッピー」
- 6位 西野カナ：「Darling」
- 7位 SPICY CHOCOLATE：「ずっと feat.HAN-KUN & TEE」
- 8位 Rihwa：「春風」
- 9位 SEKAI NO OWARI：「RPG」
- 10位 神田沙也加, 松たか子：「生まれてはじめて」

## 総合アルバム（邦楽・洋楽　日本）

### 年間TOP50
- 1位 AKB48：『次の足跡』
- 2位 Various Artists：『アナと雪の女王 オリジナル・サウンドトラック』
- 3位 嵐：『THE DIGITALIAN』
- 4位 安室奈美恵：『Ballada』
- 5位 NMB48：『世界の中心は大阪や 〜なんば自治区〜』
- 6位 三代目 J Soul Brothers from EXILE TRIBE：『THE BEST/BLUE IMPACT』
- 7位 福山雅治：『HUMAN』
- 8位 EXILE TRIBE：『THE REVOLUTION』
- 9位 関ジャニ∞：『関ジャニズム』
- 10位 Kis-My-Ft2：『HIT! HIT! HIT!』
- 11位 Kis-My-Ft2：『Kis-My-Journey』
- 12位 BUMP OF CHICKEN：『RAY』
- 13位 東方神起：『TREE』
- 14位 EXILE ATSUSHI：『Music』
- 15位 竹内まりや：『TRAD』
- 16位 May J.：『Heartful Song Covers』
- 17位 ゆず：『新世界』
- 18位 SMAP：『Mr.S』
- 19位 ワン・ダイレクション：『ミッドナイト・メモリーズ』
- 20位 コブクロ：『One Song From Two Hearts』
- 21位 西野カナ：『with LOVE』
- 22位 少女時代：『THE BEST』
- 23位 小田和正：『小田日和』
- 24位 DREAMS COME TRUE：『ATTACK25』
- 25位 少女時代：『LOVE&PEACE』
- 26位 E-girls：『COLORFUL POP』
- 27位 ファレル・ウィリアムス：『ガール』
- 28位 Sexy Zone：『Sexy Second』
- 29位 Hey! Say! JUMP：『smart』
- 30位 長渕剛：『Tsuyoshi Nagabuchi All Time Best 2014 傷つき打ちのめされても、長渕剛。』
- 31位 RADWIMPS：『×と○と罪と』
- 32位 BIGBANG：『THE BEST OF BIGBANG 2006-2014』
- 33位 クリス・ハート：『Heart Song II』
- 34位 テイラー・スウィフト：『1989』
- 35位 アリアナ・グランデ：『マイ・エヴリシング』
- 36位 aiko：『泡のような愛だった』
- 37位 MAN WITH A MISSION：『Tales of Purefly』
- 38位 UVERworld：『0̸ CHOIR』
- 39位 稲葉浩志：『Singing Bird』
- 40位 JUJU：『DOOR』
- 41位 Flower：『Flower』
- 42位 アリアナ・グランデ：『ユアーズ・トゥルーリー』
- 43位 ジャニーズWEST：『go WEST よーいドン!』
- 44位 マイケル・ジャクソン：『エスケイプ』
- 45位 水樹奈々：『SUPERNAL LIBERTY』
- 46位 中森明菜：『オールタイム・ベスト -オリジナル-』
- 47位 ワン・ダイレクション：『フォー』
- 48位 KAT-TUN：『come Here』
- 49位 Not yet：『already』
- 50位 ケツメイシ：『KETSUNOPOLIS 9』

### インディーズアルバム年間10 (日本)
- 1位 赤西仁「Mi Amor」
- 2位 銀杏BOYZ「光のなかに立っていてね」
- 3位 ゲスの極み乙女。「踊れないなら、ゲスになってしまえよ」
- 4位 槇原敬之「Listen To The Music 3」
- 5位 AK-69「Road to The Independent King」
- 6位 FACT「WITNESS」
- 7位 銀杏BOYZ「BEACH」
- 8位 SAKEROCK「SAKEROCKの季節 BEST 2000-2013」
- 9位 超特急「RING」
- 10位 syrup16g「Hurt」

### ゴールドディスク認定
| 作品名                                                                     | 認定               |
| トリプル・プラチナ                                                         | トリプル・プラチナ |
| -------------------------------------------------------------------------- | ------------------ |
| 嵐「THE DIGITALIAN」                                                       | 2014年10月         |
| プラチナ                                                                   |                    |
| 関ジャニ∞「関ジャニズム」                                                  | 2014年11月         |
| 西野カナ「with LOVE」                                                      | 2014年11月         |
| 東方神起「WITH」                                                           | 2014年12月         |
| テイラー・スウィフト「1989」                                               | 2015年3月          |
| 米津玄師「YANKEE」                                                         | 2019年9月          |
| ゴールド                                                                   |                    |
| 椎名林檎「日出処」                                                         | 2014年11月         |
| AAA「GOLD SYMPHONY」                                                       | 2014年11月         |
| ワン・ダイレクション「フォー」                                             | 2014年11月         |
| いきものがかり「FUN! FUN! FANFARE!」                                       | 2014年12月         |
| EXILE ATSUSHI「Love Ballade」                                              | 2014年12月         |
| KinKi Kids「M album」                                                      | 2014年12月         |
| JUJU「Request II」                                                         | 2014年12月         |
| 中島美嘉「TEARS」                                                          | 2014年12月         |
| BIGBANG「THE BEST OF BIGBANG 2006-2014」                                   | 2014年12月         |
| BABYMETAL「BABYMETAL」                                                     | 2014年12月         |
| 大滝詠一「Best Always」                                                    | 2015年1月          |
| 倉木麻衣「MAI KURAKI BEST 151A -LOVE & HOPE-」                             | 2015年1月          |
| GLAY「MUSIC LIFE」                                                         | 2015年1月          |
| ゲスの極み乙女。「魅力がすごいよ」                                         | 2015年3月          |
| 和楽器バンド「ボカロ三昧」                                                 | 2015年4月          |
| マルーン5「V」                                                             | 2015年4月          |
| X JAPAN「THE WORLD 〜X JAPAN 初の全世界ベスト〜」                          | 2016年11月         |
| HoneyWorks「僕じゃダメですか? ～「告白実行委員会」キャラクターソング集～」 | 2017年4月          |
| BENI「BEST All Singles & Covers Hits」                                     | 2018年4月          |

## 音楽配信 (日本)
- 集計 日本レコード協会
- スマホを主体とするフル配信合算では120百万DL（前年比+1%）と上昇に転じたが[14]、着うたフル全盛期（00年代）ほどの多様なヒットを生むには至らず、その中で『アナと雪の女王』関連作の健闘が目立った年であった。
- 結果として、本年発表分で下記3作のフル配信ミリオンが達成された。（下記計数には翌年以降の売上も含まれる）
  - 松たか子『レット・イット・ゴー〜ありのままで』　※フル合算100万DL
  - 秦基博『ひまわりの約束』　※フル合算100万DL
  - 三代目J Soul Brothers from EXILE TRIBE『R.Y.U.S.E.I.』　※フル合算100万DL
- 国内フル配信最大手の「レコチョク」社による、2014年間ランキング（着うたフル+インターネット配信）における1位は、松たか子『レット・イット・ゴー〜ありのままで』であった[15]。

### 音楽配信ゴールド認定作品
| 作品名 | 認定月                           |
| ミリオン (1,000,000ダウンロード)                                                                             | ミリオン (1,000,000ダウンロード) |
| --- | -------------------------------- |
| 松たか子「レット・イット・ゴー〜ありのままで（日本語歌）」                                                   | 2014年6月                        |
| 秦基博「ひまわりの約束」                                                                                     | 2016年11月                       |
| 三代目 J Soul Brothers from EXILE TRIBE「R.Y.U.S.E.I.」                                                      | 2017年2月                        |
| トリプル・プラチナ (750,000ダウンロード)                                                                     |                                  |
| 西野カナ「Darling」                                                                                          | 2015年4月                        |
| 絢香「にじいろ」                                                                                             | 2016年10月                       |
| テイラー・スウィフト「シェイク・イット・オフ」                                                               | 2017年2月                        |
| ダブル・プラチナ (500,000ダウンロード)                                                                       |                                  |
| SEKAI NO OWARI「Dragon Night」                                                                               | 2015年3月                        |
| シェネル「Happiness」                                                                                        | 2015年3月                        |
| ファレル・ウィリアムス「Happy」                                                                              | 2016年10月                       |
| イディナ・メンゼル「レット・イット・ゴー」                                                                   | 2017年5月                        |
| 米津玄師「アイネクライネ」                                                                                   | 2019年2月                        |
| プラチナ (250,000ダウンロード)                                                                               |                                  |
| Rihwa「春風」                                                                                                | 2014年3月                        |
| May J.「Let It Go～ありのままで～（エンドソング）」                                                          | 2014年6月                        |
| 安室奈美恵「TSUKI」                                                                                          | 2014年6月                        |
| 氣志團「喧嘩上等」                                                                                           | 2014年8月                        |
| 神田沙也加, 松たか子「生まれてはじめて（日本語歌）」                                                         | 2014年8月                        |
| JUJU「ラストシーン」                                                                                         | 2015年1月                        |
| 神田沙也加, 稲葉菜月, 諸星すみれ「雪だるまつくろう（日本語歌）」                                             | 2015年1月                        |
| 安室奈美恵「BRIGHTER DAY」                                                                                   | 2015年1月                        |
| 西野カナ「好き」                                                                                             | 2015年4月                        |
| 西野カナ「We Don't Stop」                                                                                    | 2015年5月                        |
| 家入レオ「Silly」                                                                                            | 2015年11月                       |
| AAA「さよならの前に」                                                                                        | 2016年2月                        |
| アリアナ・グランデ「プロブレム feat. イギー・アゼリア」                                                      | 2016年3月                        |
| アリアナ・グランデ「ブレイク・フリー feat. ゼッド」                                                          | 2016年4月                        |
| 三代目 J Soul Brothers from EXILE TRIBE「C.O.S.M.O.S. 〜秋桜〜」                                             | 2016年6月                        |
| TK from 凛として時雨「unravel」                                                                              | 2016年10月                       |
| 椎名林檎「NIPPON」                                                                                           | 2017年1月                        |
| LiSA「Rising Hope」                                                                                          | 2017年5月                        |
| Goose house「光るなら」                                                                                      | 2018年2月                        |
| 平井堅「グロテスク feat. 安室奈美恵」                                                                        | 2018年5月                        |
| KANA-BOON「シルエット」                                                                                      | 2018年8月                        |
| 藍井エイル「IGNITE」                                                                                         | 2019年1月                        |
| いきものがかり「熱情のスペクトラム」                                                                         | 2019年4月                        |
| ゴールド (100,000ダウンロード)                                                                               |                                  |
| SEKAI NO OWARI「スノーマジックファンタジー」                                                                 | 2014年2月                        |
| JUJU「Hot Stuff」                                                                                            | 2014年3月                        |
| EXILE ATSUSHI「青い龍」                                                                                      | 2014年3月                        |
| ケツメイシ「カリフォルニー」                                                                                 | 2014年5月                        |
| SEKAI NO OWARI「炎と森のカーニバル」                                                                         | 2014年5月                        |
| Mr.Children「放たれる」                                                                                      | 2014年5月                        |
| EXILE TAKAHIRO「Love Story」                                                                                 | 2014年6月                        |
| AKB48「前しか向かねえ」                                                                                      | 2014年7月                        |
| 神田沙也加, 津田英佑「とびら開けて（日本語歌）」                                                             | 2014年7月                        |
| GReeeeN「風」                                                                                                | 2014年7月                        |
| SPYAIR「イマジネーション」                                                                                   | 2014年7月                        |
| いきものがかり「ラブソングはとまらないよ」                                                                   | 2014年8月                        |
| キング・クリームソーダ「ゲラゲラポーのうた」                                                                 | 2014年8月                        |
| MACO「私たちは絶対に絶対にヨリを戻したりしない ～We Are Never Ever Getting Back Together （Japanese Ver.）」 | 2014年8月                        |
| EXILE ATSUSHI「Precious Love」                                                                               | 2014年9月                        |
| AKB48「ラブラドール・レトリバー」                                                                            | 2014年9月                        |
| Dream5「ようかい体操第一」                                                                                   | 2014年9月                        |
| E-girls「Highschool ♡ love」                                                                                 | 2014年10月                       |
| 湘南乃風「パズル」                                                                                           | 2014年11月                       |
| E-girls「Mr.Snowman」                                                                                        | 2014年12月                       |
| 戸松遥「courage」                                                                                            | 2014年12月                       |
| 三代目 J Soul Brothers from EXILE TRIBE「O.R.I.O.N.」                                                        | 2015年1月                        |
| May J.「本当の恋」                                                                                           | 2015年1月                        |
| V.A.「アナと雪の女王 オリジナル・サウンドトラック 【日本版】」                                               | 2015年1月                        |
| Superfly「愛をからだに吹き込んで」                                                                           | 2015年2月                        |
| HY「あなたを想う風」                                                                                         | 2015年3月                        |
| AKB48「心のプラカード」                                                                                      | 2015年3月                        |
| Kalafina「heavenly blue」                                                                                    | 2015年3月                        |
| AAA「Wake up!」                                                                                              | 2015年3月                        |
| miwa「君に出会えたから」                                                                                     | 2015年3月                        |
| E-girls「E.G. Anthem -WE ARE VENUS-」                                                                        | 2015年5月                        |
| AKB48「希望的リフレイン」                                                                                    | 2015年5月                        |
| ゲスの極み乙女。「猟奇的なキスを私にして」                                                                   | 2015年5月                        |
| CHiCO with HoneyWorks「世界は恋に落ちている」                                                                | 2015年5月                        |
| 高橋優「太陽と花」                                                                                           | 2015年6月                        |
| マーク・ロンソン「アップタウン・ファンク feat. ブルーノ・マーズ」                                            | 2015年7月                        |
| SPICY CHOCOLATE「うれし涙 feat. シェネル & MACO」                                                            | 2015年9月                        |
| ClariS「CLICK」                                                                                              | 2015年10月                       |
| 乃木坂46「何度目の青空か?」                                                                                  | 2015年11月                       |
| back number「繋いだ手から」                                                                                  | 2015年12月                       |
| 和楽器バンド「千本桜」                                                                                       | 2015年12月                       |
| GARNiDELiA「ambiguous」                                                                                      | 2016年1月                        |
| EGOIST「Fallen」                                                                                             | 2016年3月                        |
| MISIA「僕はペガサス 君はポラリス」                                                                           | 2016年6月                        |
| アリアナ・グランデ「マイ・エヴリシング」                                                                     | 2016年7月                        |
| 手嶌葵「明日への手紙」                                                                                       | 2016年8月                        |
| 清水翔太「DREAM」                                                                                            | 2016年10月                       |
| Aimer「StarRingChild」                                                                                       | 2016年12月                       |
| クリス・ハート「糸」                                                                                         | 2017年2月                        |
| Goose house「オトノナルホウヘ→」                                                                             | 2017年2月                        |
| 水樹奈々「禁断のレジスタンス」                                                                               | 2017年2月                        |
| 水樹奈々「innocent starter」                                                                                 | 2017年3月                        |
| LiSA「シルシ」                                                                                               | 2017年3月                        |
| 宇多田ヒカル「DISTANCE」                                                                                     | 2017年4月                        |
| NICO Touches the Walls「天地ガエシ」                                                                         | 2017年4月                        |
| 三浦大知「ふれあうだけで 〜Always with you〜」                                                               | 2017年5月                        |
| クリーン・バンディット「ラザー・ビー feat.ジェス・グリン」                                                   | 2017年6月                        |
| 清木場俊介 & EXILE ATSUSHI「羽1/2」                                                                          | 2017年7月                        |
| じん「daze」                                                                                                 | 2017年8月                        |
| ジェシー・J, アリアナ・グランデ & ニッキー・ミナージュ「バン・バン」                                         | 2017年8月                        |
| 三代目 J Soul Brothers from EXILE TRIBE「Wedding Bell 〜素晴らしきかな人生〜」                               | 2017年9月                        |
| クリス・ハート「I LOVE YOU」                                                                                 | 2018年1月                        |
| 乃木坂46「気づいたら片想い」                                                                                 | 2018年1月                        |
| マルーン5「マップス」                                                                                        | 2018年1月                        |
| Mitsuru Matsuoka EARNEST DRIVE「SURPRISE-DRIVE」                                                             | 2018年3月                        |
| GARNiDELiA「BLAZING」                                                                                        | 2018年6月                        |
| サザンオールスターズ「東京VICTORY」                                                                          | 2018年7月                        |
| アヴィーチー「ザ・ナイツ」                                                                                   | 2018年7月                        |
| テイラー・スウィフト「ブランク・スペース」                                                                   | 2018年7月                        |
| ももいろクローバーZ「MOON PRIDE」                                                                            | 2018年9月                        |
| アリアナ・グランデ「ワン・ラスト・タイム」                                                                   | 2019年3月                        |
| 森口博子「水の星へ愛をこめて」                                                                               | 2019年5月                        |
| 凛として時雨「Enigmatic Feeling」                                                                            | 2019年5月                        |
| 浜崎あゆみ「Hello new me」                                                                                   | 2019年11月                       |
| 米津玄師「ドーナツホール（COVER）」                                                                          | 2019年11月                       |
| AKINO with bless4「エクストラ・マジック・アワー」                                                            | 2020年1月                        |
| EXILE TRIBE「24WORLD」                                                                                       | 2020年3月                        |

### ストリーミング認定作品
| 作品名                                                               | 認定月                               |
| プラチナ (100,000,000ストリーミング)                                 | プラチナ (100,000,000ストリーミング) |
| -------------------------------------------------------------------- | ------------------------------------ |
| 米津玄師「アイネクライネ」                                           | 2023年5月                            |
| アヴィーチー「ウェイク・ミー・アップ (Radio Edit)」                  | 2023年10月                           |
| テイラー・スウィフト「シェイク・イット・オフ」                       | 2023年11月                           |
| シルエット」                                                         | 2024年1月                            |
| アリアナ・グランデ「ブレイク・フリー」                               | 2024年1月                            |
| SEKAI NO OWARI「Dragon Night」                                       | 2024年4月                            |
| 秦基博「ひまわりの約束」                                             | 2024年6月                            |
| ゴールド (50,000,000ストリーミング)                                  |                                      |
| 三代目 J Soul Brothers from EXILE TRIBE「R.Y.U.S.E.I.」              | 2021年11月                           |
| AAA「さよならの前に」                                                | 2022年1月                            |
| エド・シーラン「シンキング・アウト・ラウド」                         | 2022年6月                            |
| クリス・ハート「I LOVE YOU」                                         | 2022年7月                            |
| シェネル「Happiness」                                                | 2022年7月                            |
| 絢香「にじいろ」                                                     | 2022年10月                           |
| マーク・ロンソン「アップタウン・ファンク」                           | 2022年10月                           |
| 清水翔太「ナツノオワリ」                                             | 2022年12月                           |
| 宇多田ヒカル「First Love (Remastered 2014)」                         | 2023年2月                            |
| back number「繋いだ手から」                                          | 2023年4月                            |
| JAY'ED「また君と feat. Ms.OOJA」                                     | 2023年6月                            |
| BUMP OF CHICKEN「ray」                                               | 2023年7月                            |
| 平井大「Beautiful」                                                  | 2023年8月                            |
| ジェシー・J, アリアナ・グランデ & ニッキー・ミナージュ「バン・バン」 | 2023年10月                           |
| TK from 凛として時雨「unravel」                                      | 2023年11月                           |
| アリアナ・グランデ「サンタ・テル・ミー」                             | 2023年12月                           |
| SHISHAMO「君と夏フェス」                                             | 2023年12月                           |
| back number「世田谷ラブストーリー」                                  | 2024年3月                            |
| Mr.Children「足音 〜Be Strong」                                      | 2024年4月                            |
| SEKAI NO OWARI「MAGIC」                                              | 2024年4月                            |
| SEKAI NO OWARI「炎と森のカーニバル」                                 | 2024年4月                            |
| 西野カナ「Darling」                                                  | 2024年6月                            |
| 米津玄師「メランコリーキッチン」                                     | 2024年8月                            |
| レイチェル・プラッテン「ファイト・ソング」                           | 2024年8月                            |
| シーア「シャンデリア」                                               | 2024年8月                            |
| クリーン・バンディット「ラザー・ビー feat.ジェス・グリン」           | 2024年8月                            |
| SPYAIR「イマジネーション」                                           | 2024年9月                            |
| SOL「EYES, NOSE, LIPS」                                              | 2024年9月                            |
| テイラー・スウィフト「ブランク・スペース」                           | 2024年10月                           |
| 手嶌葵「明日への手紙」                                               | 2024年10月                           |
| マルーン5「マップス」                                                | 2024年11月                           |
| シルバー (30,000,000ストリーミング※旧基準)                           |                                      |
| CHEHON「韻波句徒」                                                   | 2021年12月                           |
| ファレル・ウィリアムス「Happy」                                      | 2021年12月                           |

## DVD・Blu-ray (日本)
年間TOP30
- 1位 嵐「ARASHI アラフェス'13 NATIONAL STADIUM 2013」
- 2位 嵐「ARASHI Live Tour 2013 “LOVE”」
- 3位 関ジャニ∞「KANJANI∞ LIVE TOUR JUKE BOX」
- 4位 Kis-My-Ft2「SNOW DOMEの約束 IN TOKYO DOME 2013.11.16」
- 5位 三代目J Soul Brothers from EXILE TRIBE「三代目J Soul Brothers LIVE TOUR 2014 “BLUE IMPACT”」
- 6位 安室奈美恵「namie amuro FEEL tour 2013」
- 7位 東方神起「東方神起 LIVE TOUR 2014 TREE」
- 8位 EXILE「EXILE LIVE TOUR 2013 "EXILE PRIDE" 9.27 FINAL」
- 9位 BIGBANG「BIGBANG JAPAN DOME TOUR 2013〜2014」
- 10位 SEKAI NO OWARI「炎と森のカーニバル in 2013」
- 11位 東方神起「東方神起 LIVE TOUR 2013 〜TIME〜 FINAL in NISSAN STADIUM」
- 12位 Mr.Children「Mr.Children［(an imitation) blood orange］Tour」
- 13位 B'z「B'z LIVE-GYM Pleasure 2013 ENDLESS SUMMER -XXV BEST-」
- 14位 EXILE ATSUSHI「EXILE ATSUSHI LIVE TOUR 2014 “Music”」
- 15位 KAT-TUN「COUNTDOWN LIVE 2013 KAT-TUN」
- 16位 サザンオールスターズ「SUPER SUMMER LIVE 2013 「灼熱のマンピー!! G★スポット解禁!!」 胸熱完全版」
- 17位 NEWS「NEWS 10th Anniversary in Tokyo Dome」
- 18位 Perfume「Perfume Clips」
- 19位 AAA「AAA TOUR 2013 Eighth Wonder」
- 20位 湘南乃風「十周年記念 横浜スタジアム伝説」
- 21位 KinKi Kids「KinKi Kids Concert 2013-2014「L」」
- 22位 山下智久「TOMOHISA YAMASHITA TOUR 2013 -A NUDE-」
- 23位 桑田佳祐「昭和八十八年度! 第二回ひとり紅白歌合戦」
- 24位 西野カナ「Love Collection Tour 〜pink & mint〜」
- 25位 Sexy Zone「Sexy Zone Spring Tour Sexy Second」
- 26位 A.B.C-Z「Legend Story」
- 27位 ゴールデンボンバー「ゴールデンボンバー ホントに全国ツアー2013〜裸の王様〜 追加公演 at 国立代々木競技場第一体育館 2013.10.7」
- 28位 AKB48「AKB48 2013 真夏のドームツアー 〜まだまだ、やらなきゃいけないことがある〜 スペシャルBOX」
- 29位 Perfume「Perfume 4th Tour in DOME『LEVEL3』」
- 30位 コブクロ「KOBUKURO LIVE TOUR 2013 "One Song From Two Hearts" FINAL at 京セラドーム大阪」

Category:2014年のライブ・ビデオを参照

### ゴールドディスク認定
| 作品名                                                | 認定       |
| プラチナ                                              | プラチナ   |
| ----------------------------------------------------- | ---------- |
| 関ジャニ∞「十祭」                                     | 2014年12月 |
| ゴールド                                              |            |
| EXILE ATSUSHI「EXILE ATSUSHI LIVE TOUR 2014 “Music”」 | 2014年11月 |
| SMAP「Mr.S "saikou de saikou no CONCERT TOUR"」       | 2014年12月 |
| SEKAI NO OWARI「炎と森のカーニバル in 2013」          | 2015年12月 |

## カラオケ年間50 (日本)
- 1位 松たか子「レット・イット・ゴー〜ありのままで〜(日本語歌)」
- 2位 AKB48「恋するフォーチュンクッキー」
- 3位 一青窈「ハナミズキ」
- 4位 高橋洋子「残酷な天使のテーゼ」
- 5位 WhiteFlame feat.初音ミク「千本桜」
- 6位 ゴールデンボンバー「女々しくて」
- 7位 MONGOL800「小さな恋のうた」
- 8位 ゆず「栄光の架橋」
- 9位 スキマスイッチ「奏 (かなで)」
- 10位 福田こうへい「南部蝉しぐれ」
- 11位 中島みゆき「糸」
- 12位 SEKAI NO OWARI「RPG」
- 13位 GReeeeN「キセキ」
- 14位 HY「366日」
- 15位 BUMP OF CHICKEN「天体観測」
- 16位 AI「Story」
- 17位 スピッツ「チェリー」
- 18位 AAA「恋音と雨空」
- 19位 レミオロメン「粉雪」
- 20位 supercell「君の知らない物語」
- 21位 石川さゆり「天城越え」
- 22位 ポルノグラフィティ「アゲハ蝶」
- 23位 湘南乃風「純恋歌」
- 24位 ポルノグラフィティ「サウダージ」
- 25位 倖田來未「愛のうた」
- 26位 Superfly「愛をこめて花束を」
- 27位 GReeeeN「愛唄」
- 28位 尾崎豊「I LOVE YOU」
- 29位 Linked Horizon「紅蓮の弓矢」
- 30位 EXILE「道」
- 31位 シャ乱Q「シングルベッド」
- 32位 Dream5「ようかい体操第一」
- 33位 絢香「三日月」
- 34位 神田沙也加,津田英佑「とびら開けて(日本語歌)」
- 35位 DREAMS COME TRUE「未来予想図II」
- 36位 神田沙也加,松たか子「生まれてはじめて(日本語歌)」
- 37位 神田沙也加,稲葉菜月,諸星すみれ「雪だるまつくろう(日本語歌)」
- 38位 中西保志「最後の雨」
- 39位 石川さゆり「津軽海峡・冬景色」
- 40位 EXILE「Lovers Again」
- 41位 E-girls「ごめんなさいのKissing You」
- 42位 May J.「レット・イット・ゴー 〜ありのままで〜(エンドソング)」
- 43位 レミオロメン「3月9日」
- 44位 湘南乃風「睡蓮花」
- 45位 ORANGE RANGE「花」
- 46位 中島美嘉「雪の華」
- 47位 秦基博「ひまわりの約束」
- 48位 西野カナ「Darling」
- 49位 夏川りみ「涙そうそう」
- 50位 AKB48「ヘビーローテーション」

## 各チャート
- オリコン
  - Template:オリコン週間シングルチャート第1位 2014年
  - Template:オリコン週間アルバムチャート第1位 2014年
  - Template:オリコン週間アニメシングルチャート第1位 2014年
  - Template:オリコン週間アニメアルバムチャート第1位 2014年
  - Template:オリコン週間演歌・歌謡シングルチャート第1位 2014年
  - Template:オリコン週間DVD音楽チャート第1位 2014年
- Billboard JAPAN
  - Template:Billboard JAPANシングル・セールス・チャート「Billboard JAPAN Top Singles」第1位 2014年
  - Template:Billboard JAPANアニメ楽曲・チャート「Hot Animation」第1位 2014年
  - Template:Billboard JAPANシングル・チャート「Billboard JAPAN Hot 100」第1位 2014年
  - Template:Billboard JAPANアルバム・セールス・チャート「Billboard JAPAN Top Albums」第1位 2014年
- その他
  - Template:ITunes Weekly RANKING第1位 2014年
  - Template:スペースシャワーTV - SUPER HITS PERFECT RANKING 50第1位 2014年

## イベント
| 開催日                      | タイトル |
| --------------------------- | --- |
| 1月3日・4日・5日            | エレクトロックス 2014（初回）                                                                                         |
| 1月19日                     | みそフェス2014（初回）                                                                                                |
| 1月26日                     | DEAD POP FESTiVAL 2014                                                                                                |
| 2月1日                      | BAYCAMP 201402 |
| 2月22日                     | OTO TO TABI 2014 |
| 2月22日                     | ビクターロック祭り〜音楽の嵐〜（初回）                                                                                |
| 2月23日                     | DISK GARAGE MUSIC MONSTERS -2014 winter-                                                                              |
| 3月15日・16日               | HAPPY JACK 2014 |
| 3月16日                     | SYNCHRONICITY'14 |
| 3月21日                     | SANUKI ROCK COLOSSEUM 2014 〜BUSTA CUP 5th round〜                                                                    |
| 3月29日・30日・31日・4月1日 | PUNKSPRING 2014 |
| 3月22日                     | 飯坂温泉ミュージックフェスティバル おと酔いウォーク 2014                                                              |
| 4月20日                     | トアロード・アコースティック・フェスティバル 2014（初回）                                                             |
| 4月26日・27日               | ARABAKI ROCK FEST. 2014                                                                                               |
| 4月26日・27日               | ニコニコ超会議2014 |
| 4月29日                     | COMIN'KOBE14 |
| 5月3日・4日・5日            | OTOSATA Rock Festival 2014                                                                                            |
| 5月3日・4日・5日            | JAPAN JAM 2014 |
| 5月3日・4日・5日            | VIVA LA ROCK 2014 |
| 5月4日                      | Niigata Rainbow ROCK Market 2014                                                                                      |
| 5月6日〜10日                | 第59回ユーロビジョン・ソング・コンテスト（ デンマーク・コペンハーゲン） - 優勝：コンチータ・ウルスト（ オーストリア） |
| 5月10日                     | RUSH BALL★R |
| 5月10日・11日               | 森、道、市場 2014 ～フランシスコの海へ～                                                                              |
| 5月17日                     | CIRCLE'14 |
| 5月24日・25日               | GREENROOM FESTIVAL '14                                                                                                |
| 5月24日・25日               | TOKYO METROPOLITAN ROCK FESTIVAL 2014                                                                                 |
| 5月31日                     | Shimokitazawa SOUND CRUISING 2014                                                                                     |
| 6月7日                      | hoshioto'14 |
| 5月31日・6月1日             | TAICOCLUB'14 |
| 6月7日                      | SATANIC CARNIVAL'14（初回）                                                                                           |
| 6月7日・8日                 | 百万石音楽祭2014〜ミリオンロックフェスティバル〜                                                                      |
| 6月7日・8日                 | SAKAE SP-RING 2014 |
| 6月21日                     | YATSUI FESTIVAL! 2014                                                                                                 |
| 6月29日                     | ネコフェス2014 -KUDAKENEKO ROCK FESTIVAL 2014-                                                                        |
| 7月5日                      | 見放題2014 |
| 7月5日・6日                 | 京都大作戦2014〜束になってかかってきな祭!〜 Come on everybody!                                                        |
| 7月12日・13日               | 第32回 PEACEFUL LOVE ROCK FESTIVAL 2014                                                                               |
| 7月12日・13日               | NANO-MUGEN FES. 2014（最終回）                                                                                        |
| 7月19日・20日               | KESEN ROCK FESTIVAL'14                                                                                                |
| 7月19日・20日               | JOIN ALIVE 2014 |
| 7月21日                     | AOMORI ROCK FESTIVAL '14                                                                                              |
| 7月25日・26日・27日         | FUJI ROCK FESTIVAL '14（苗場スキー場）                                                                                |
| 7月26日                     | Augusta Camp 2014 |
| 7月26日・27日               | NUMBER SHOT 2014（初回）                                                                                              |
| 7月26日・27日               | OGA NAMAHAGE ROCK FESTIVAL VOL.5                                                                                      |
| 7月27日                     | MURO FESTIVAL 2014 |
| 8月2日・3日                 | TOKYO IDOL FESTIVAL 2014                                                                                              |
| 8月2日・3日・9日・10日      | ROCK IN JAPAN FESTIVAL 2014（ひたちなか）                                                                             |
| 8月9日                      | MEET THE WORLD BEAT 2014                                                                                              |
| 8月10日                     | EAT THE ROCK 2014（平成26年台風第11号接近のため中止）                                                                 |
| 8月13日                     | Exciting Summer in WAJIKI'14（平成26年台風第11号接近のため中止）                                                      |
| 8月14日〜20日               | a-nation island 2014                                                                                                  |
| 8月15日・16日               | RISING SUN ROCK FESTIVAL 2014 in EZO                                                                                  |
| 8月16日・17日               | SUMMER SONIC 2014（千葉＆大阪）                                                                                       |
| 8月23日                     | FREEDOM NAGOYA 2014                                                                                                   |
| 8月23日・24日               | MONSTER baSH 2014 |
| 8月23日・24日               | 八食サマーフリーライブ 2014                                                                                           |
| 8月23日・24日               | WILD BUNCH FEST. 2014                                                                                                 |
| 8月24日                     | Sky Jamboree 2014 〜one pray in nagasaki〜                                                                            |
| 8月24日                     | DISK GARAGE MUSIC MONSTERS -2014 summer-                                                                              |
| 8月24日                     | MTV Video Music Awards（ザ・フォーラム）                                                                              |
| 8月25日〜29日               | RADIO BERRY ベリテンライブ 2014 〜HEAVEN'S ROCK Utsunomiya VJ-2〜                                                     |
| 8月29日・30日・31日         | a-nation stadium fes. 2014                                                                                            |
| 8月29日・30日・31日         | Animelo Summer Live 2014 -ONENESS-                                                                                    |
| 8月29日・30日・31日         | SPACE SHOWER TV 25TH ANNIVERSARY SWEET LOVE SHOWER 2014                                                               |
| 8月30日                     | 音楽と髭達 2014 -Rock'n Roll Stadium-                                                                                 |
| 8月30日・31日               | J-WAVE LIVE 2000+14                                                                                                   |
| 8月31日                     | RUSH BALL 2014 |
| 8月31日                     | 閃光ライオット 2014（最終回）                                                                                         |
| 9月5日・6日・7日            | 22ND Sunset Live 2014 -Love & Unity-                                                                                  |
| 9月6日                      | BAYCAMP 2014 |
| 9月6日・7日                 | OTODAMA'14 音泉魂 |
| 9月6日                      | WIRE CLASH（最終回）                                                                                                  |
| 9月7日                      | RADIO BERRY ベリテンライブ2014 Special                                                                                |
| 9月13日・14日               | イナズマロックフェス 2014                                                                                             |
| 9月13日・14日               | New Acoustic Camp 2014                                                                                                |
| 9月13日・14日               | HAZIKETEMAZARE FESTIVAL 2014                                                                                          |
| 9月13日・14日               | りんご音楽祭 2014 |
| 9月13日・14日・15日         | 氣志團万博2014〜房総大パニック!超激突!!〜                                                                             |
| 9月20日                     | 南相馬・騎馬武者ロックフェス 2014〜ふるさとのちから〜（初回）                                                         |
| 9月21日                     | 京都音楽博覧会 2014                                                                                                   |
| 9月21日                     | いしがきミュージックフェスティバル 2014                                                                               |
| 9月25日・26日               | ロックロックこんにちは! Ver.18 〜市場ロック〜                                                                         |
| 9月27日・28日               | 風とロック芋煮会2014 BASEBALL                                                                                         |
| 9月27日・28日               | 中津川 THE SOLAR BUDOKAN 2014                                                                                         |
| 9月30日                     | World Heritage Munakata（初回）                                                                                       |
| 10月4日                     | MEGA☆ROCKS 2014 |
| 10月11日・12日              | 朝霧JAM 2014 |
| 10月11日・12日              | BEATRAM MUSIC FESTIVAL 2014                                                                                           |
| 10月18日・19日              | LOUD PARK 14 |
| 10月11日・12日・13日        | MINAMI WHEEL 2014 |
| 10月11日・12日・13日        | テレビ朝日ドリームフェスティバル 2014                                                                                 |
| 10月25日・26日              | ボロフェスタ 2014 |
| 11月9日                     | MTV EMA（ スコットランド・The SSE Hydro）                                                                             |
| 11月15日                    | 第12回ジュニア・ユーロビジョン・ソング・コンテスト（ マルタ・バレッタ）                                               |
| 11月30日                    | THEラブ人間決起集会「下北沢にて'14」                                                                                  |
| 12月21日                    | MERRY ROCK PARADE 2014（初回）                                                                                        |
| 12月23日                    | ポルノ超特急 2014 |
| 12月27日・28日              | 年末調整GIG 2014 |
| 12月27日・28日              | FM802 ROCK FESTIVAL RADIO CRAZY 2014                                                                                  |
| 12月29日・30日・31日        | O-Crest YEAR END PARTY 2014 Special 3DAYS!（初回）                                                                    |
| 12月28日・29日・30日・31日  | COUNTDOWN JAPAN14/15                                                                                                  |
| 12月30日・31日              | LIVE DI:GA JUDGEMENT 2014                                                                                             |
| 12月31日                    | 第65回NHK紅白歌合戦                                                                                                   |

### 日本武道館公演
- 1月1日・2日 - T.M.Revolution
- 1月3日 - LiSA
- 1月4日 - アンティック-珈琲店-
- 1月10日 - w-inds.
- 1月11日 - JUN SKY WALKER(S)
- 1月12日 - 怒髪天
- 1月14日 - ブラー
- 1月18日・19日 - MISIA
- 1月25日・26日 - リスアニ!
- 1月29日 - 黒夢
- 2月1日・2日 - スフィア
- 2月4日・5日 - アヴリル・ラヴィーン
- 2月6日 - 星野源
- 2月7日・8日 - 9mm Parabellum Bullet
- 2月11日 - JAM Project
- 2月15日・16日 - 斉藤和義
- 2月18日・20日・21日・28日 - エリック・クラプトン
- 2月26日・27日・3月10日・11日 - イル・ディーヴォ
- 3月1日・2日 - BABYMETAL
- 3月5日 - AK-69
- 3月6日 - 五木ひろし
- 3月8日・9日 - DIR EN GREY
- 3月15日・16日 - FNCエンターテインメント
- 3月28日 - ［Champagne］
- 3月29日・30日 - 田村ゆかり
- 3月31日 - ライオネル・リッチー
- 4月12日 - ディープ・パープル
- 4月15日 - 私立恵比寿中学
- 4月16日・17日 - クリープハイプ
- 4月19日 - SMA AWARDS
- 4月24日・25日 - VOCAL BATTLE AUDITION
- 4月27日 - EXILE
- 4月28日 - TOTO
- 5月2日・3日 - ジョン・メイヤー
- 5月6日 - でんぱ組.inc
- 5月8日・9日・10日 - SUPER JUNIOR-D&E
- 5月13日 - ナプラ
- 5月21日 - ポール・マッカートニー
- 5月22日・23日 - ウカスカジー
- 5月27日・29日 - Acid Black Cherry
- 5月31日 - Dragon Ash
- 6月1日 - KARA
- 6月12日・13日 - Love in Action
- 7月1日・2日・3日・4日 - 超新星
- 7月9日・10日・31日・8月1日 - スピッツ
- 7月12日・13日 - 松田聖子
- 7月15日 - スマイレージ
- 7月17日・18日 - D-LITE
- 7月24日・25日 - E-girls
- 8月4日 - アンジェラ・アキ
- 8月12日・13日 - JUNHO (From 2PM)
- 8月16日 - 吉川晃司
- 8月19日 - NICO Touches the Walls
- 8月20日 - レキシ
- 8月21日 - 9nine
- 8月23日 - 加山雄三
- 8月28日 - チームしゃちほこ
- 8月30日・31日 - 関ジャニ∞
- 9月2日・3日 - 長渕剛
- 9月6日 - Hilcrhyme
- 9月7日・8日 - KREVA
- 9月10日 - ℃-ute
- 9月11日 - Berryz工房
- 9月12日 - U-KISS
- 9月17日 - AKB48グループ
- 9月19日・20日 - ファンキー加藤
- 9月22日・23日 - 吉川晃司
- 9月30日・10月1日 - モーニング娘。'14
- 10月2日・9日 - ボストン
- 10月7日・8日 - 氷川きよし
- 10月10日 - 阿部真央
- 10月12日 - DEEN
- 10月15日 - andymori
- 10月22日・23日 - 小田和正
- 10月29日・30日 - CNBLUE
- 11月1日・2日 - TOKIO
- 11月4日 - 島田昌典
- 11月7日 - ネルフェス
- 11月10日 - MR. BIG
- 11月11日 - ℃-ute
- 11月17日 - 小林幸子
- 11月18日 - 茅原実里
- 11月19日・20日 - リュ・シウォン
- 11月22日・23日 - 柚希礼音
- 11月28日 - フジファブリック
- 12月1日 - Act Against AIDS
- 12月6日 - 倉木麻衣
- 12月10日・11日・13日・14日・16日 - 矢沢永吉
- 12月17日 - THE BOOM
- 12月18日 - ベイビーレイズ
- 12月20日・21日 - 竹内まりや
- 12月22日 - the HIATUS
- 12月23日・24日 - THE ALFEE
- 12月25日 - UVERworld
- 12月26日 - 絢香
- 12月27日 - シド
- 12月28日 - 吉井和哉
- 12月29日 - BUCK-TICK
- 12月30日 - 中島美嘉
- 12月31日 - 藤井フミヤ

### 東京ドーム公演
- 1月1日 - KinKi Kids
- 2月26日・3月4日・6日 - ローリング・ストーンズ
- 4月5日・6日 - 福山雅治
- 5月10日・11日 - Hey! Say! JUMP
- 5月20日・21日・23日・24日 - 東方神起
- 6月28日・29日 - 嵐
- 7月31日 - BUMP OF CHICKEN
- 8月18日 - AKB48
- 8月19日・20日 - AKB48グループ
- 9月4日・5日・6日・7日・8日 - SMAP
- 10月29日・30日 - SUPER JUNIOR
- 11月7日・8日・9日 - Kis-My-Ft2
- 11月18日・19日 - JYJ
- 12月9日 - 少女時代
- 12月12日・13日・14日 - 関ジャニ∞
- 12月19日・20日・21日・22日・23日 - 嵐
- 12月25日・26日・27日 - BIGBANG
- 12月30日 - KinKi Kids

## 主要な賞
| 賞                                                | 受賞作・受賞者 |
| ------------------------------------------------- | --- |
| 第56回日本レコード大賞                            | - 大賞 - 三代目 J Soul Brothers from EXILE TRIBE「R.Y.U.S.E.I.」 - 優秀作品賞 - ゆず「雨のち晴レルヤ」 - AAA「さよならの前に」 - 西野カナ「Darling」 - 氷川きよし「ちょいと気まぐれ渡り鳥」 - サザンオールスターズ「東京VICTORY」 - いきものがかり「熱情のスペクトラム」 - きゃりーぱみゅぱみゅ「ファミリーパーティー｣ - SEKAI NO OWARI「炎と森のカーニバル」 - AKB48「ラブラドール・レトリバー｣ - 三代目 J Soul Brothers from EXILE TRIBE「R.Y.U.S.E.I.」 - 最優秀新人賞 - 西内まりや - 最優秀歌唱賞 - EXILE ATSUSHI - 最優秀アルバム賞- 竹内まりや「TRAD」 |
| 第57回グラミー賞                                  | - 最優秀レコード賞 - サム・スミス「ステイ・ウィズ・ミー」 - 最優秀アルバム賞 - ベック「モーニング・フェイズ」 - 最優秀楽曲賞 - サム・スミス「ステイ・ウィズ・ミー」 - 最優秀新人賞 - サム・スミス |
| 第47回日本作詩大賞                                | - 大賞 - 氷川きよし「ちょいときまぐれ渡り鳥」 |
| 第47回日本有線大賞                                | - 大賞 - 水森かおり「島根恋旅」 |
| 第32回JASRAC賞                                    | - 金賞 - 女々しくて - 銀賞 - ヘビーローテーション - 銅賞 - Time goes by - 国際賞 - NARUTO -ナルト- 疾風伝 BGM - 外国作品賞 - ヘイ・ジュード |
| 第28回日本ゴールドディスク大賞                    | - アーティスト・オブ・ザ・イヤー(邦楽) - AKB48 - アーティスト・オブ・ザ・イヤー(洋楽) - ワン・ダイレクション |
| 第18回SPACE SHOWER MUSIC AWARDS 2014              | - ARTIST OF THE YEAR - ゆず - VIDEO OF THE YEAR - マキシマム ザ ホルモン「予襲復讐」 |
| 第16回ホテルオークラ音楽賞                        | - 受賞 - クァルテット・エクセルシオ、郷古廉 |
| 第13回佐川吉男音楽賞                              | - 受賞 - 青島広志:オペラ「黄金の国」 |
| 第13回MTV Video Music Awards Japan 2014           | - 最優秀ビデオ賞 - EXILE「EXILE PRIDE 〜こんな世界を愛するため〜」 - 最優秀アーティストビデオ賞（男性） - EXILE ATSUSHI「青い龍」 - 最優秀アーティストビデオ賞（女性） - マイリー・サイラス「We Can't Stop」 |
| The 8th Music Revolution                          | - グランプリ - 安次嶺希和子 |
| 第7回eo Music Try                                 | - グランプリ - プププランド |
| 第7回全日本吹奏楽連盟作曲コンクール               | - 受賞 - 朴守賢「暁闇の宴」 |
| 第7回閃光ライオット2014                           | - グランプリ - 突然少年 |
| 第7回ロックンロール・ハイスクール                 | - 優勝 - SIX LOUNGE |
| 第6回CDショップ大賞                               | - 大賞 - マキシマム ザ ホルモン「予襲復讐」 |
| 第6回出れんの!?サマソニ!?                         | - 寺岡呼人賞 - グッバイフジヤマ |
| 第6回ビルボード・ジャパン・ミュージック・アワード | - アーティスト・オブ・ザ・イヤー - 西野カナ「Darling」 |
| 第5回岩谷時子賞                                   | - 岩谷時子賞 - 佐渡裕 |
| 第4回ミュージック・ジャケット大賞                 | - 大賞 - miwa「Delight」 |
| 第4回MPA賞                                        | - スタンダード・ソング賞 - 東京ブギウギ - ヒット・ソング賞 - 恋するフォーチュンクッキー |
| 第3回アイドル楽曲大賞                             | - メジャーアイドル楽曲部門 - Dorothy Little Happy「恋は走りだした」 - インディーズ/地方アイドル楽曲部門 - アイドルネッサンス「17才」 |
| 第1回アイドルソロクイーンコンテスト               | - 優勝 - 井水優菜＜逆に、ゆうちゃんバンド＞ |

## デビュー

### 1月
- 1日 - GEM「We're GEM!」（メジャーデビュー）
- 8日 - BAND-MAID「MAID IN JAPAN」（CDデビュー）
- 15日 - アルルカン「Eclipse」（インディーズデビュー）
- 15日 - Da-iCE「SHOUT IT OUT」
- 15日 - シナリオアート「night walking」（メジャーデビュー）
- 22日 - す・またん!バンド「時間旅行」[18]（メジャーデビュー）
- 22日 - ヒトリエ「センスレス・ワンダー」（メジャーデビュー）
- 22日 - WHITE JAM「Valentine」
- 29日 - USAGI「イマジン」
- 29日 - HoneyWorks「ずっと前から好きでした。」
- 29日 - BLOOD STAIN CHILD「LAST STARDUST」（メジャーデビュー）

### 2月
- 4日 - クリトリック・リス「バンドマンの女」(配信,CDデビューは2017年4月)
- 5日 - 遠藤ゆりか「モノクロームオーバードライブ」
- 5日 - BEE SHUFFLE「Welcome to the Shuffle!!」
- 12日 - 金子ノブアキ「Historia」（ソロデビュー）
- 12日 - Suzu「step by step」
- 12日 - 精華女子高等学校吹奏楽部「熱血!ブラバン少女」
- 12日 - 藏合紗恵子「Reach for Light」
- 12日 - ファンキー加藤「My VOICE」（ソロデビュー）
- 12日 - FOLKS「NEWTOWN」（メジャーデビュー）
- 12日 - 旅猿家族 今瀧ファミリー「シャワーの唄」
- 12日 - 旅猿家族 COWCOW 善しファミリー「シャワーの唄」
- 19日 - Goose house「Goose house Phrase ＃08 オトノナルホウヘ→」
- 19日 - Schroeder-Headz「Synesthesia」
- 19日 - みかくにんぐッ!「まっしろわーるど」
- 26日 - Wake Up, Girls!「7 Girls War」「言の葉 青葉」
- 26日 - HY「GLOCAL」
- 26日 - 小野賢章「FANTASTIC TUNE」
- 26日 - 佐藤聡美「ミライナイト」
- 26日 - すーぱーそに子「すぱそにっ♥」
- 26日 - TRUE「UNISONIA」（再デビュー）
- 26日 - 真崎エリカ「ORBITAL LINE」（メジャーデビュー）
- 28日 - 田辺留依「BLUE TOPAZ」

### 3月
- 5日 - KAMIJO「Symphony of The Vampire」（ソロデビュー）
- 5日 - GARNiDELiA「ambiguous」（メジャーデビュー）
- 5日 - 竹渕慶「KEI's 8」（ソロデビュー）
- 5日 - ふわりP「ふわりPだよっ☆～みんなでうたってみた～」
- 5日 - UL（LITTLE+MCU）「ULTRAP」
- 12日 - 今井洋介 supported by 逗子三兄弟「もう一度、手をつなごう」
- 12日 - A.B.C-Z「from ABC to Z」（CDデビュー）
- 12日 - 三浦康嗣「WORK」（ソロデビュー）
- 12日 - ゆずひこ「Primoire」
- 19日 - 伊勢大貴/Project.R「烈車戦隊トッキュウジャー/ビュンビュン!トッキュウジャー」
- 19日 - WAR-ED「光を探して〜未来の君へ〜」（メジャーデビュー）
- 19日 - X21「明日への卒業」（CDデビュー）
- 26日 - Kelly SIMONZ’s BLIND FAITH「BLIND FAITH」
- 26日 - .lady.「Open Tuning」
- 26日 - 藤田麻衣子「涙が止まらないのは」（メジャーデビュー）

### 4月
- 2日 - indigo la End「あの街レコード」（メジャーデビュー）
- 2日 - ゲスの極み乙女。「みんなノーマル」（メジャー進出）
- 2日 - Well stone bros.「OVERCOME」
- 16日 - SOLIDEMO「THE ONE」
- 16日 - 竹友あつき「17歳」
- 16日 - Rev. from DVL「LOVE-arigatou-」
- 23日 - アモウミコ「MiCopedia」
- 23日 - 内田真礼「創傷イノセンス」
- 23日 - ジャニーズWEST「ええじゃないか」（CDデビュー）
- 23日 - しらほしなつみ「Waking Up」
- 23日 - TAMTAM「For Bored Dancers」（メジャーデビュー）
- 23日 - テスラは泣かない。「Lie to myself」（メジャーデビュー）
- 23日 - 爆弾ジョニー「はじめての爆弾ジョニー」（メジャーデビュー）
- 23日 - 和楽器バンド「ボカロ三昧」
- 30日 - キング・クリームソーダ「ゲラゲラポーのうた」
- 30日 - 桜井美南「今かわるとき」
- 30日 - Koji Nakamura「Masterpeace」

### 5月
- 7日 - SUNDAYS「普通の人間」
- 7日 - 渕上里奈「スイート」
- 14日 - 吉澤嘉代子「変身少女」
- 21日 - THE MAN「THE MAN」
- 28日 - Petit Rabbit's「Daydream café」「ぽっぴんジャンプ♪」
- 28日 - 味噌汁's「ME SO SHE LOOSE」（メジャーデビュー）
- 28日 - 吉田仁美「.htm」

### 6月
- 4日 - EXILE SHOKICHI「BACK TO THE FUTURE」（ソロデビュー）
- 4日 - Kyoco「タマシイRISES」
- 4日 - 金星ダイヤモンド「2014GOLD」
- 4日 - 空想委員会「種の起源」
- 4日 - The Cheserasera「WHAT A WONDERFUL WORLD」
- 4日 - kors k「Let’s Do It Now!!」
- 4日 - The Flickers「AT FIRST LIGHT」
- 4日 - 防弾少年団「No More Dream (Japanese Ver.)」 (日本メジャーデビュー)
- 4日 - Mayday「Do You Ever Shine?」（日本CDデビュー）
- 4日 - la la larks「ego-izm」
- 11日 - GLIM SPANKY「焦燥」
- 11日 - 笹木ヘンドリクス「星のかけら」
- 11日 - 中ノ森文子「Get the glory」
- 11日 - ハルカハミングバード「炎の花」
- 18日 - キュウソネコカミ「チェンジ ザ ワールド」（メジャー進出）
- 25日 - 大原櫻子「頑張ったっていいんじゃない」
- 25日 - SawanoHiroyuki[nZk]:Aimer「UnChild」
- 25日 - 當山みれい「Fallin' Out/I Wanna NO feat.SHUN」
- 25日 - TRUSTRICK「Eternity」（CDデビュー）
- 25日 - 堀澤麻衣子「Kindred Spirits -かけがえのないもの-」

### 7月
- 2日 - ANARCHY「NEW YANKEE」
- 2日 - ナナカラット「リインカクラウド」
- 9日 - しなまゆ「ストロベリーフィールズ」
- 9日 - チャラン・ポ・ランタン「忘れかけてた物語」
- 9日 - ボールズ「スポットライト」
- 16日 - THE ORAL CIGARETTES「起死回生STORY」
- 23日 - J☆Dee'Z「ポケモンで踊ろう with J☆Dee'Z」
- 23日 - 高橋幸宏 & METAFIVE「TECHNO RECITAL」
- 23日 - MACO「23」
- 23日 - Rico「Come & Get It!!」
- 30日 - 田所あずさ「Beyond Myself!」
- 30日 - NU'EST「NU'EST BEST IN KOREA」

### 8月
- 6日 - 植田真梨恵「彼に守ってほしい10のこと」
- 6日 - ウルトラタワー「太陽と月の塔」
- 6日 - 大橋彩香「YES!!」
- 6日 - 幸田夢波「TWO BY TWO」
- 6日 - 杉恵ゆりか「無添加ガール」
- 6日 - CHiCO with HoneyWorks「世界は恋に落ちている」
- 6日 - predia「壊れた愛の果てに」
- 6日 - 陸奥守JAPAN「BINBINレボリューション」
- 6日 - 山本和臣「CLICK YOUR HEART!!」
- 6日 - 米澤円「さえずりの夢、彩とり鳥のセカイ」
- 6日 - 渡邊ヒロアキ「この街に」
- 13日 - 雨宮天「Skyreach」
- 13日 - けみお & アミーガチュ「ケロケロ」
- 13日 - EDGE of LIFE「Can't Stop」
- 20日 - 西内まりや「LOVE EVOLUTION」
- 20日 - 4to6「私の時計は逆回転!」
- 20日 - Mary's Blood「Countdown to Evolution」
- 20日 - ラムネ (村人P)「ハチビットサイダー」
- 27日 - アロエルート「プロポーズ〜こい、あいやらよ〜」
- 27日 - オーイシマサヨシ「君じゃなきゃダメみたい」
- 27日 - カスタマイZ「Life and death」
- 27日 - サスケ「sasuke」
- 27日 - TeddyLoid「UNDER THE BLACK MOON」
- 27日 - 長妻樹里「言えないアイスクリーム」
- 27日 - Happy Dance「明日へStand up!」

### 9月
- 3日 - GYZE「FASCINATING VIOLENCE」
- 3日 - 北野里沙「母からの手紙」
- 3日 - 在日ファンク「笑うな」
- 3日 - DNA (destined noble affection)「恋はミステリー」
- 4日 - しんまち七色ばんど「チャイニーシューズ」
- 10日 - WINNER「2014 S/S -Japan Collection-」（日本デビュー）
- 10日 - KK「心音」
- 10日 - 新田恵海「笑顔と笑顔で始まるよ!」[19]
- 10日 - BLUE ENCOUNT「TIMELESS ROOKIE」
- 17日 - color-code「I LIKE DAT」
- 18日 - 大森靖子「きゅるきゅる」
- 24日 - I Don't Like Mondays.「Play」
- 24日 - 玉城ちはる「私は生きてる」
- 24日 - Chelsy「I will/Animation」
- 24日 - FUTURE BOYZ「TOKYO STYLE」
- 24日 - フレデリック「oddloop」
- 24日 - La Dill「匂い立つ風」

### 10月
- 1日 - luz「tWoluz」
- 1日 - AOA「ミニスカート」(日本メジャーデビュー)
- 1日 - Gacharic Spin「ガチャっとBEST＜2010-2014＞」
- 1日 - ピアノゾンビ「ひいてるぜ」
- 1日 - ブラザーズ5「入っておいで この里に/この街で/地球が生まれた日」
- 8日 - KUNI「ありがとう...」
- 8日 - Crossfaith「MADNESS」
- 8日 - ななみ(naNami)「愛が叫んでる」
- 8日 - ものんくる「南へ」
- 8日 - minus(-)「D」
- 22日 - 綾野ましろ「ideal white」
- 22日 - Apink「NoNoNo」 (日本メジャーデビュー)
- 22日 - GOT7「AROUND THE WORLD」 (日本メジャーデビュー)
- 22日 - SEBASTIAN X「イェーイ」
- 29日 - 藤田恵名「ユメヒコウセン」
- 29日 - Little Glee Monster「放課後ハイファイブ」

### 11月
- 5日 - アルカライダー「怪盗ミラクル少年ボーイ」
- 5日 - go!go!vanillas「Magic Number」（メジャーデビュー）
- 5日 - 高橋克実とチャラン・ポ・ランタン「ぎんなん楽団カルテット/「あやしい放送局」テーマ」
- 5日 - 浜端ヨウヘイ「結-yui-」
- 5日 - 吉田凜音「恋のサンクチュアリ!」
- 12日 - 内田彩「アップルミント」
- 13日 - キュヒョン「光化門で」（ソロデビュー）
- 19日 - CROSS VEIN「Maid of Lorraine」（メジャーデビュー）
- 19日 - THE TURTLES JAPAN「It's Alright!」
- 19日 - Nissy「どうしようか?」(ソロデビュー)
- 22日 - BTOB「WOW (Japan ver.)」 (日本デビュー)
- 26日 - 金元寿子「Fantastic Voyage」
- 26日 - 名倉七海「こうき心」
- 26日 - FLOWER FLOWER「実」
- 26日 - REVALCY「WHITE of CRIME」
- 26日 - LAGOON「君の待つ世界」（CDデビュー）
- 28日 - ［Alexandros］（契約締結）

### 12月
- 3日 - Sharo「光～Hikari～」
- 3日 - SpecialThanks「LOVE GOOD TIME」
- 3日 - Pile「伝説のFLARE」（ソロデビュー）
- 3日 - Mitsuru Matsuoka EARNEST DRIVE「SURPRISE-DRIVE」
- 17日 - +α/あるふぁきゅん。「+α/」
- 17日 - じっぷす「ヘイセイプロジェクト-ホワイトノイズ-」
- 17日 - 東京大衆歌謡楽団「コロムビア流行歌集～旅の夜風～」
- 17日 - 豊永利行「Reason...」
- 24日 - マックスむらい「限界突破」
- 24日 - ミオヤマザキ「民法第709条」

### 新人セールス
- 1位 - ジャニーズWEST（9.1億）
- 2位 - キング・クリームソーダ（3.9億）
- 3位 - 和楽器バンド（2.5億）
- 4位 - 防弾少年団（2.3億）
- 5位 - GOT7（1.0億）
- 6位 - WINNER（0.9億）
- 7位 - Apink（0.8億）
- 8位 - Rev.from DVL（0.6億）
- 9位 - 東京パフォーマンスドール（0.6億）
- 10位 - MACO（0.6億）
- 11位 - 大森靖子（0.5億）
- 12位 - BTOB（0.5億）
- 13位 - M.S.S Project（0.4億）
- 14位 - 精華女子高等学校吹奏楽部（0.4億）
- 15位 - NU'EST（0.4億）
- 16位 - BEE SHUFFLE（0.4億）
- 17位 - 伊勢大貴（0.3億）
- 18位 - X21（0.3億）
- 19位 - GEM（0.3億）
- 20位 - 綾野ましろ（0.3億）
- 21位 - みかくにんぐっ!（0.2億）
- 22位 - 西内まりや（0.2億）
- 23位 - luz（0.2億）
- 24位 - Wake Up, Girls!（0.2億）
- 25位 - AOA（0.2億）
- 26位 - 爆弾ジョニー（0.2億）
- 27位 - アルルカン（0.2億）
- 28位 - CHiCO with HoneyWorks（0.2億）
- 29位 - KK（0.2億）
- 30位 - Anli Pollicino（0.1億）

## 結成

### アイドル・ガールズグループ・ボーイバンド
- 1931（ - 2017年）
- アイオケ
- IQプロジェクト研究生
- アイドル諜報機関LEVEL7（ - 2021年）
- アイドルネッサンス
- avandoned（ - 2020年）
- AXELL（ - 2019年）
- Aphrodite
- あまくらぶ（ - 2015年）
- アルバイドル（ - 2015年）
- Ange☆Reve
- アンダービースティー
- イケてるハーツ
- WINNER
- HGS
- エルフロート（ - 2020年）
- 奥澤村（ - 2018年）
- 乙女Rockets（ - 2015年）
- Obento Idole
- おやすみホログラム
- GOT7
- カントリー・ガールズ（ - 2019年）
- KIWI BAND
- KissBee
- Cupitron（ - 2019年）
- 清竜人25（ - 2017年）
- ギンギン♂ガールズ
- くぴぽ
- 校庭カメラガールツヴァイ（ - 2017年）
- JJCC
- ジャニーズWEST
- Jewel☆Neige
- じゅじゅ
- Stereo Tokyo（ - 2017年）
- スパーキーシャドー
- 3B junior（ - 2018年）
- SEXY-J（ - 2017年）
- 絶叫する60度（ - 2019年）
- 閃光プラネタゲート（ - 2020年）
- SONAMOO
- sora tob sakana（ - 2020年）
- 強がりセンセーション（ - 2018年）
- D.Holic（ - 2017年）
- 転校少女*（ - 2022年）
- 10神ACTOR（ - 2021年）
- 並木橋ハイスクール
- なんちゃらアイドル
- 虹のコンキスタドール
- ニセモノ☆現実主義（ - 2015年）
- NECRONOMIDOL
- Hauptharmonie（ - 2017年）
- ハコイリ♡ムスメ（ - 2020年）
- はちみつロケット（ - 2020年）
- BADKIZ
- B.I.G
- BYOB（ - 2021年）
- PINKYCASE（ - 2019年）
- ピンク・ベイビーズ（ - 2017年）
- THE HOOPERS（ - 2019年）
- PRITZ
- PreciouSparty
- Baby KARA（ - 2014年）
- HALO
- ベボガ!（ - 2018年）
- Berry Good（ - 2021年）
- HOTSHOT（ - 2021年）
- 4TEN
- MADKID
- まどもあ54世（ - 2016年）
- MAMAMOO
- ミスマリ（ - 2015年）
- むすびズム（ - 2017年）
- Maison book girl（ - 2021年）
- 燃えこれ学園
- UNIQ
- LABOUM
- LOVELYZ（ - 2021年）
- Luce Twinkle Wink☆
- Red Velvet

### バンド・音楽グループ・音楽ユニット
- アース・スター ドリーム（ - 2017年）
- I love you Orchestra
- AKARA
- As cities shine
- APHRICA
- アマリリス
- Uncle Bomb
- イセイジン
- INKT（ - 2017年）
- 嘘とカメレオン
- EZO
- every♥ing!（ - 2017年）
- lol-エルオーエル-
- 王様はベイビー
- 音ごはん
- odol
- cachet
- color-code
- XOX（ - 2020年）
- 九州情報大学吹奏楽部
- Q'ulle（ - 2020年）
- Xmas eileen
- ゲーム実況者わくわくバンド
- 月光
- kOTOnoha
- KOTORI
- コハクノアカリ
- the engy
- THE King ALL STARS
- The 3 minutes（ - 2022年）
- THE JIVES
- The Super Sonic Soldier Boys
- THE SESELAGEES
- THE TURTLES JAPAN
- THE BUGZY（ - 2019年）
- The Hey Song
- The ManRay
- THE RAMPAGE from EXILE TRIBE
- ザ・ミュート・ゴッズ
- ザアザア
- サイダーガール
- South Penguin
- SVGV
- 堺少女歌劇団
- さくらしめじ
- 錯乱前戦（ - 2021年）
- Suspended 4th
- サミール&ヴィクトル
- サンバースト倶楽部
- JAGMO
- JABBA DA FOOTBALL CLUB
- Thinking Dogs
- 新日本BGMフィルハーモニー管弦楽団
- Suicideboys
- ステテコ隊
- Stomp talk modstone
- スヴァーヴェルヴィンテル
- Set Free
- Zemeth
- ソライロブランケット（ - 2019年）
- D.A.N.
- DaNKS
- タンクトップス
- チート・コーズ
- chelmico
- Chu's day.（ - 2018年）
- Tempalay
- TOW
- 2WIN
- .lady.（ - 2015年）
- TrySail
- TRUSTRICK（ - 2016年）
- ドラマストア
- ドリー・スタイル
- トリオ・マンディリ
- ニガミ17才
- never young beach
- Vacancy Control（ - 2017年）
- ヴァリー
- ヒーローコーラス
- Hysteric Lolita（ - 2017年）
- ヒトサライ
- Bim One Productions
- ヒョゴ
- ビヨンド・ザ・ブラック
- First place
- Farmers' Market Ave.
- フィルフリーク
- 風船爆弾
- 4to6（ - 2014年）
- FOMARE
- Petit Rabbit's
- ブラザーズ5
- ブラック・ハニー
- ペール・ウェーブス
- PecoDeRubo OrkestrO
- ペンギンラッシュ
- VOI SQUARE CAT
- postman
- POLLYANNA
- POLYPLUS
- MAGiC BOYZ（ - 2018年）
- MASSAN × BASHIRY
- MADROD
- 魔法少女になり隊
- M!LK
- METAFIVE
- MELT MY MEMORY
- メン・アイ・トラスト
- YKMM（ - 2020年）
- ヤルキスト
- UL
- LAGOON（ - 2016年）
- LAST MAY JAGUAR
- ラストラグル
- ラッキーオールドサン
- LUCKYTAPES
- La.mama Cocks
- リアル3区
- リーガルリリー
- REVALCY（ - 2018年）
- Red&White
- RADIO FISH
- レヴォリューション・セインツ
- ROA
- ローズ
- LOG-ログ-（ - 2016年）

## 活動再開・再結成
- 1月14日 - LINDBERG（期間限定ではなく、継続的な再結成）[20]
- 1月24日 - センティネクス
- 2月13日 - フェイリュア
- 2月 - ウルフルズ
- 3月 - ZIGGY（ - 8月）
- 4月12日 - PIERROT
- 5月20日 - アメリカン・フットボール
- 6月15日 - ヒビキメロヲ
- 6月27日 - Syrup 16g
- 8月 - SMILE
- 8月 - Radio Caroline
- 8月23日 - GUNIW TOOLS
- 12月18日 - シュノーケル[21]
- 月日不明 - ゴッド・ディスローンド
- 月日不明 - サヴァタージ
- 月日不明 - ディスパイズド・アイコン

## 活動休止・解散・引退したアーティスト

### 活動休止
- 1月19日 - LuLu
- 2月14日 - 花少年バディーズ
- 3月 - AMOYAMO（音楽活動終了）[22]
- 3月6日 - つんく♂（シャ乱Q、音楽プロデューサー）[23]
- 3月31日 - 中島愛（無期限歌手活動休止、2016年活動再開）
- 4月26日 - T-BOLAN
- 5月6日 - 山本潤子（無期限歌手活動休止）[24]
- 6月7日 - AJISAI
- 6月12日 - fade（無期限活動休止）
- 7月20日 - 氷室京介(耳の不調によるライブ活動の休止)
- 8月 - マッカーサーアコンチ
- 8月4日 - アンジェラ・アキ（無期限歌手活動休止）[25]
- 9月14日 - AeLL.
- 9月25日 - 黒沼英之
- 9月27日 - UPLIFT SPICE
- 10月21日 - はこモーフ
- 11月22日 - paionia
- 11月23日 - Choir touched teras chord
- 11月25日 - marble
- 11月30日 - T-Pistonz+KMC
- 11月30日 - THE KEYS
- 12月 - CONNECT
- 12月12日 - 12012
- 12月21日 - LIGHT BRINGER（無期限活動休止）[26]
- 12月27日 - フレネシ
- 12月29日 - GARLIC BOYS
- 12月31日 - さよなら、また今度ね

### 引退
- 7月 - 小野恵令奈（所属事務所の契約終了による引退）[27]

### 解散
- 2月9日 - 渡り廊下走り隊7
- 2月14日 - Little Blue boX
- 3月31日 - おはガールちゅ!ちゅ!ちゅ!
- 3月31日 - ソノダバンド
- 4月8日 - SCARLET
- 4月30日 - 東京プリン（活動終了）
- 6月30日 - bump.y
- 7月8日 - BiS
- 7月19日 - SOUL'd OUT
- 8月31日 - MoNoLith
- 10月14日 - 新選組リアン
- 10月15日 - andymori
- 10月17日 - 五月女五月
- 11月1日 - BALLOON88
- 11月30日 - DiVA
- 12月1日 - blue chee's
- 12月10日 - ecosystem
- 12月17日 - GOLD RUSH
- 12月17日 - THE BOOM
- 12月22日 - 夜明ケマエ
- 12月29日 - ν
- 12月31日 - SCARLET
- 12月31日 - 宇宙人

### 脱退（卒業）
- 2月23日 - 八坂沙織（SUPER☆GiRLS）
- 4月15日 - 瑞季、杏野なつ、鈴木裕乃（私立恵比寿中学）
- 7月5日 - 冨山吉孝（ココロオークション）
- 7月21日 - 市來玲奈（乃木坂46）
- 8月15日 - 寺尾順平（THE STARBEMS）
- 8月20日 - 尾苗愛（リアル3区）
- 8月22日 - Utchie（ember）
- 8月27日 - Maru（ANGRY FROG REBIRTH）
- 8月31日 - jorge (wrong city)
- 9月1日 - 塚本まり子 (AKB48)
- 9月7日 - MAX、マナブシティ (Wienners)
- 9月11日 - 松本彩 (SHISHAMO)
- 9月20日 - 増井レミオ (パウンチホイール)
- 9月27日 - サトゥ (6EYES)
- 9月29日 - 加藤智子 (SKE48)
- 9月30日 - ジェシカ (少女時代)
- 10月3日 - 武井誠 (cali≠gari)
- 10月4日 - 杉本暁音 (Especia)
- 10月4日 - 鍵山喬一 (アーバンギャルド)
- 10月15日 - YUI、ナツメ、りょう、史弥（シリアル⇔NUMBER）
- 10月19日 - 伊藤寧々（乃木坂46）
- 10月22日 - 上野翔（箱庭の室内楽）
- 10月26日 - Taisuke（AIR SWELL）
- 10月27日 - 飯野竜彦 (FLYING KIDS)
- 10月31日 - Tama (NEW BREED)
- 10月31日 - ヒカルレンズ (skillkills)
- 11月13日 - 武藤千春 (E-girls)
- 11月19日 - 松隈ケンタ (LUI FRONTiC 赤羽JAPAN)
- 11月24日 - 菊地亜美 (アイドリング!!!)
- 11月26日 - 道重さゆみ (モーニング娘。)
- 11月30日 - 木下有希子 (SKE48)
- 12月7日 - 城崎はるな (LinQ)
- 12月12日 - 三上雅行 (SUNDAYS)
- 12月14日 - ナオミ (リンダ3世)
- 12月15日 - ステファニー・アユミ (DPG)
- 12月15日 - 大和里菜（乃木坂46）
- 12月17日 - ゆみこーん (ゆるめるモ!)
- 12月26日 - 榎本征広 (鴉)
- 12月28日 - 序鬼間 (this is not a business)
- 12月28日 - ルイ (SCREW)
- 12月30日 - オオタユウスケ (indigo la End)
- 12月31日 - ジュヨン (AFTERSCHOOL)
- 12月31日 - トバ (ドラマチックアラスカ)
- 12月31日 - リョウ (ニューロティカ)

## 逮捕
| 5月17日 | ASKA（CHAGE and ASKA）  | 覚醒剤取締法違反(所持)容疑 |
| 5月20日 | TERRY                   | 大麻取締法違反（所持）容疑 |
| 9月17日 | G.K.MARYAN              | 大麻取締法違反容疑         |
| 11月6日 | フィル・ラッド（AC/DC） | 覚醒剤・大麻所持容疑       |

## 改名・表記変更
- 1月1日 - みそっかす→ミソッカス
- 3月28日 - ［Champagne］→［Alexandros］
- 3月30日 - 菅原紗由理→THE SxPLAY
- 4月24日 - ミラーマン→ボールズ
- 5月8日 - √5→ROOT FIVE
- 7月11日 - アイドリングNEO→NEO fromアイドリング!!!
- 7月21日 - Victory→がんばれ!Victory
- 10月17日 - DIRTY OLD MEN→MAGIC OF LiFE
- 12月17日 - スマイレージ→アンジュルム

## 死去
- 1月2日 - 渡辺有三（東京都、音楽プロデューサー、ザ・ランチャーズベーシスト、ポニーキャニオン顧問 *1949年）
- 1月3日 - やしきたかじん（大阪府、歌手 *1949年）
- 1月4日（死亡確認） - いなむら一志（北海道、シンガーソングライター * 1949年）[28]
- 1月16日 - 佐久間正英（東京都、音楽プロデューサー、ミュージシャン、四人囃子 *1952年）
- 1月27日 - 野崎眞一（愛知県、作曲家 *1931年）
- 1月27日 - ピート・シーガー（ アメリカ合衆国、歌手、ウィーバーズ *1919年）
- 2月7日 - 牧野隆志（兵庫県、歌手、東京プリン *1964年）
- 2月21日 - 叶修二（新潟県、歌手 *1948年）
- 2月28日 - まど・みちお（山口県、詩人、作詞家 *1909年）
- 3月5日 - 矢入一男（愛知県、ギター職人、実業家【ヤイリギター創業者】 *1932年）
- 3月15日 - 安西マリア（東京都、歌手 *1953年）
- 3月15日 - 渡辺茂樹（神奈川県、キーボード奏者、音楽プロデューサー、ザ・ワイルドワンズ *1951年）
- 3月27日 - 山本俊彦（大阪府、歌手、音楽プロデューサー、ハイ・ファイ・セット *1947年）
- 3月30日 - 宮田繁男（出生地不明、ドラマー、音楽プロデューサー、ORIGINAL LOVE *1958年）
- 4月14日 - 橋本潤（兵庫県、ベーシスト、横道坊主 *1959年）
- 4月15日 - ダニー石尾（茨城県、ミュージシャン、フォー・セインツ、鹿島アントラーズスタジアムDJ *1948年）
- 4月29日 - 松岡直也（神奈川県、ピアニスト、作曲家、編曲家 *1937年）
- 5月6日 - 今井光也（長野県、指揮者、作曲家、諏訪交響楽団名誉会長 *1922年 or 1923年）
- 5月13日 - 横山明裕（ベーシスト、UNITED *1964年）
- 5月19日 - K（ギタリスト、Moi dix Mois）
- 6月11日 - 中川博之（大韓民国、作曲家 *1937年）
- 6月12日 - 池多孝春（兵庫県、編曲家 *1932年）
- 6月23日 - 宮前ユキ（熊本県、カントリー歌手、*1947年?）
- 6月25日 - 小川文明（大阪府、キーボーディスト、すかんち *1960年）
- 7月7日 - 安部俊幸（福岡県、ギタリスト、チューリップ *1950年）
- 8月2日 - 長田あつし（兵庫県、歌手、殿さまキングスリーダー、オヨネーズ *1941年）
- 9月6日 - 山口洋子（愛知県、作詞家 *1937年）
- 9月25日 - TENN（大阪府、歌手、ET-KING *1978年）
- 11月19日 - ジョニー大倉（神奈川県、歌手、キャロル *1952年）
- 11月23日 - 中島啓江（鹿児島県、オペラ歌手 *1957年）
- 12月9日 - 堀内護（東京都、歌手、ガロ *1949年）
- 12月18日 - 青木真一（東京都、ベーシスト・ギタリスト、村八分 *1951年）

## ソチオリンピックテーマソング
| NHK                                   | コブクロ「今、咲き誇る花たちよ」            |
| 日本テレビ                            | 嵐「Road to Glory」                         |
| 札幌テレビ                            | RAM WIRE「夢のあかし」                      |
| テレビ朝日                            | 福山雅治「GAME」                            |
| TBS                                   | SMAP「Moment」                              |
| テレビ東京                            | Every Little Thing「START」                 |
| フジテレビ                            | 絢香「number one」                          |
| 日本代表公式応援ソング                | モーニング娘。'14「君の代わりは居やしない」 |
| 文化放送                              | Cyntia「plant」                             |
| スカパー!・パラリンピックテーマソング | ゴスペラーズ「3月の翼」                     |

## 2014 FIFAワールドカップテーマソング
| FIFA公式テーマソング                                        | ピットブル「We Are One (Ole Ola) feat. Jennifer Lopez & Claudia Leitte」                  |
| FIFAオフィシャル・アンセム                                  | サンタナ & ワイクリフ「Dar um Jeito (We Will Find A Way) feat. Avicii & Alexandre Pires」 |
| FIFA公式アルバムアジア代表ソング                            | 中島美嘉×加藤ミリヤ「Fighter (Tachytelic World Cup Brazil 2014 Remix)」                   |
| 日本サッカー協会公認日本代表応援ソング                      | ウカスカジー「勝利の笑みを 君と」                                                         |
| NHKサッカー番組テーマソング                                 | 椎名林檎「NIPPON」                                                                        |
| 日本テレビブラジル2014テーマソング                          | NEWS「ONE -for the win-」                                                                 |
| TBSフットボール2014夏テーマソング                           | 関ジャニ∞「RAGE」                                                                         |
| テレビ朝日サッカー番組テーマソング                          | サラ・ブライトマン「クエスチョン・オブ・オナー」                                          |
| J-WAVE FOOTBALL FEAVER 2014キャンペーンソング               | androp「Run」                                                                             |
| FIFAオフィシャルパートナー コカ・コーラキャンペーンアンセム | デイビッド・コリー（英語版）/ナオト・インティライミ（日本語版）「The World is ours!」     |

## 2014年アジア競技大会テーマソング
| 仁川アジア競技大会テーマソング          | JYJ「Only One」                     |
| NHK2014インチョンアジア大会テーマソング | ファンキー加藤「終わらない未来」    |
| TBSアジア大会2014韓国仁川テーマソング   | サザンオールスターズ「東京VICTORY」 |